# Rukn ad-Din Ismail
Rukn ad-Din Ismail (arabisch ركن الدين إسماعيل, DMG Rukn ad-Dīn Ismāʿīl; † 1262) war ein Herrscher der nordirakischen Stadt Mossul im 13. Jahrhundert.

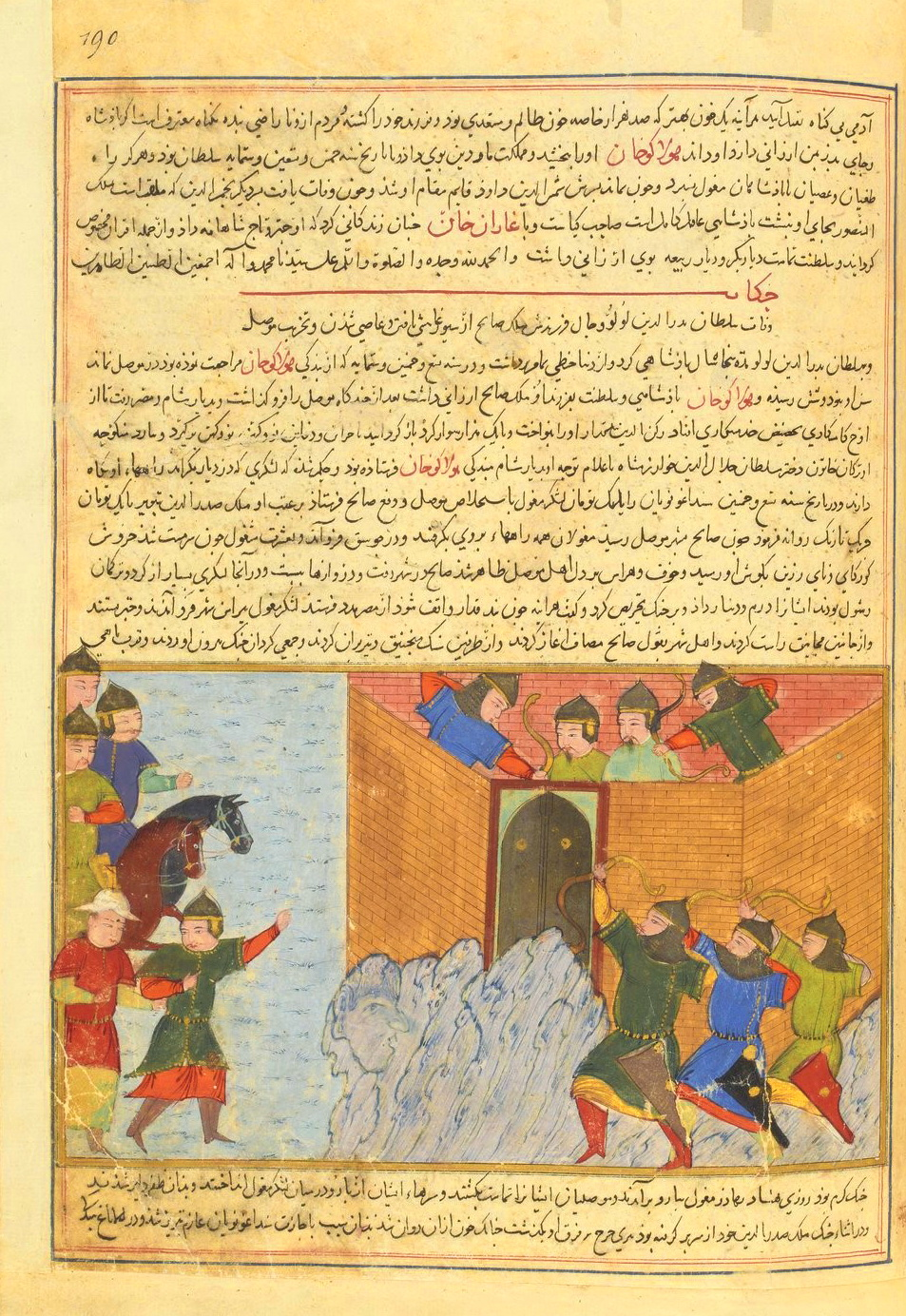
Die Mongolen belagern Mossul. Darstellung aus einer Ausgabe der Universalgeschichte des Raschid ad-Din. Persische Buchmalerei, 15. Jahrhundert.

Sein Vater Badr ad-Din Lulu war ein ehemaliger Sklavengardist (mamlūk) der Zengidendynastie, die er 1234 in der Herrschaft über Mossul abgelöst hat. 1258 hatte er sich der Oberhoheit der in den Irak vordringenden Mongolen unter Hülegü unterworfen und ist im Jahr darauf verstorben.
Ismail hat seinen Vater unter dem Herrschernamen al-Malik as-Salih nachfolgen können, ist aber sogleich nach Kairo geflohen, wo er von den dort herrschenden Mamluken Unterstützung zur Vertreibung der Mongolen aus dem nahöstlichen Raum erhoffte. Im September 1260 siegten die Mamluken in der Schlacht bei ʿAin Dschālūt, worauf sie unter Sultan Baibars I. eine Gegenoffensive starteten, in der sie die Mongolen im folgenden Jahr aus Syrien vertreiben konnten. Im Gefolge des vom Sultan protegierten Schattenkalifen al-Mustansir II. ist Ismail im Spätjahr 1261 in den Irak zurückgekehrt und konnte wieder in Mossul einziehen. Allerdings wurde die Stadt am 26. November 1261 von einem Mongolenheer eingeschlossen. Ein Entsatzversuch des Mamluken Aqqusch al-Burli wurde von den überlegenen Mongolen im Mai 1262 am Sindschar-Gebirge abgewehrt. In den ersten Augusttagen desselben Jahres wurde Mossul schließlich erstürmt und den Erdboden gleichgemacht. Ismail wurde gefangen genommen und grausam hingerichtet.

## Quelle
- Abu’l-Fida, Mukhtassartaʾrikh al-Bashar, in: RHC, Historiens Orientaux, Bd. 1 (1872), S. 138.